# 런던의 늑대인간 (1935년 영화)
《런던의 늑대인간》(Werewolf Of London)은 미국에서 제작된 스튜어트 워커 감독의 1935년 드라마, 판타지, 공포, SF 영화이다. 헨리 헐 등이 주연으로 출연하였다.

## 출연

### 주연
- 헨리 헐
- 워너 올랜드

### 조연
- 밸러리 홉슨
- 레스터 매튜스
- 로렌스 그랜트
- 스프링 바잉톤
- 클락 윌리엄스
- J.M. 케리건
- 샤롯 그랜빌
- 에델 그리피즈
- 제피 티버리
- 진 바렛
- 레지널드 바로우
- 에곤 브레처
- 웡 청
- J. 건니스 데이비스
- 허버트 에반스
- 에올 갈리
- 헬레나 그랜트
- 보이드 어윈
- 조지 커비
- 코니 리언
- 모드 레슬리
- 제임스 메이
- 조지프 노스
- 템프 피곳
- 해리 스툽스
- 데이빗 터스비
- 루이스 빈스놋
- 빌 웡

## 기타
- 각색: 하비 게이츠
- 각색: 로버트 해리스
- Ass-PD: 로버트 해리스